# Aire d'attraction d'Argentat-sur-Dordogne
L'aire d'attraction d'Argentat-sur-Dordogne est un zonage d'étude défini par l'Insee pour caractériser l’influence de la commune d'Argentat-sur-Dordogne sur les communes environnantes.

## Définition
L'aire d'attraction d'une ville est composée d’un pôle, défini à partir de critères de population et d’emploi ainsi que d’une couronne constituée des communes dont au moins 15 % des actifs travaillent dans le pôle. Le pôle d’attraction constitue ainsi un point de convergence des déplacements domicile-travail,.

## Type et composition
L’aire d'attraction d'Argentat-sur-Dordogne est une aire intra-départementale qui comporte 12 communes dans la Corrèze.
Elle est catégorisée dans les aires de moins de 50 000 habitants, une catégorie qui regroupe 16,5 % de la population de Nouvelle-Aquitaine et 12,2 % au niveau national.

### Carte

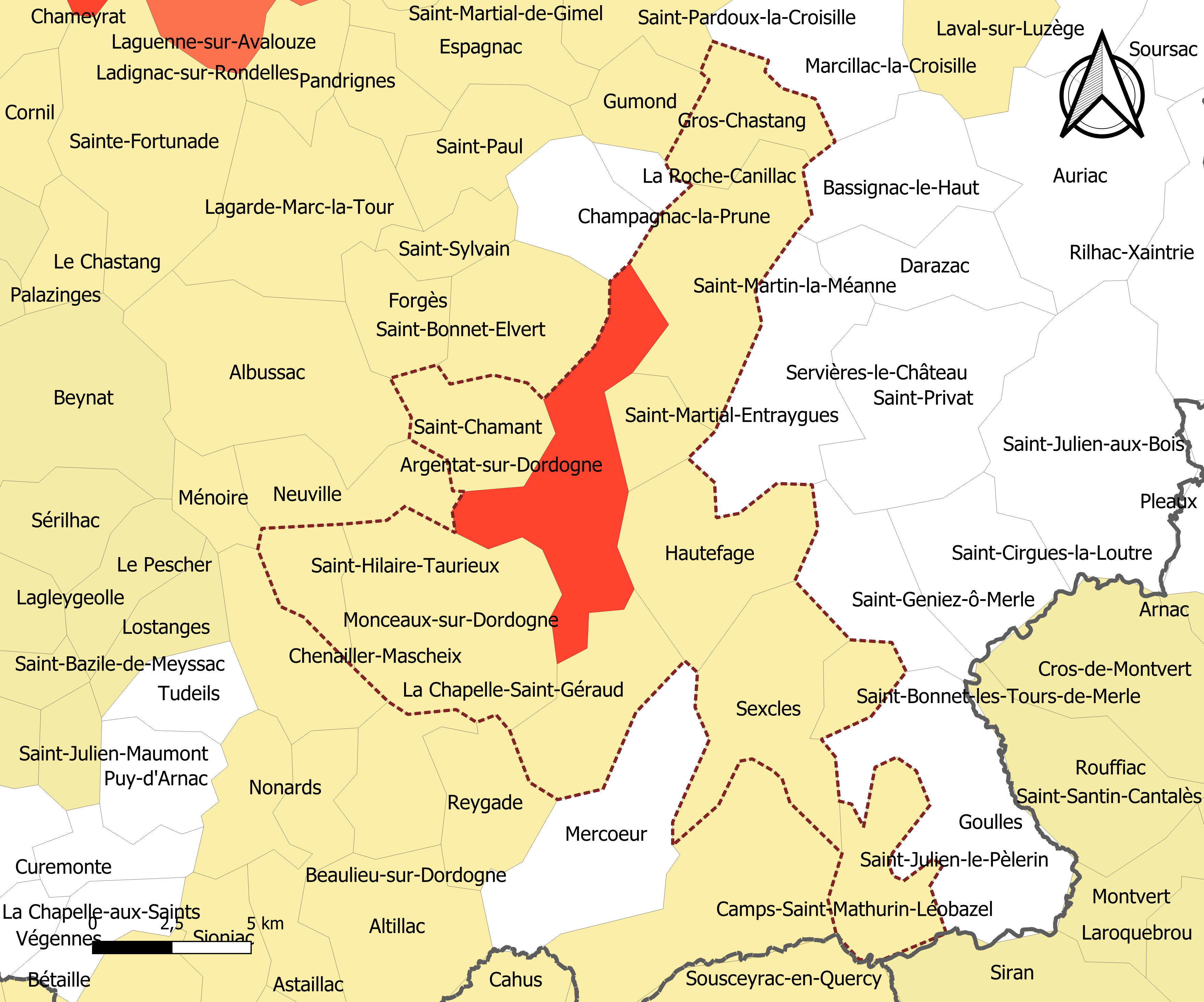
Carte de l'aire d'attraction d'Argentat-sur-Dordogne.
Commune-centre
Commune de la couronne

### Composition communale
| Nom                                    | Code Insee | Département | Statut                 | Superficie (km2) | Population (dernière pop. légale) | Densité (hab./km2) | Modifier                                    |
| -------------------------------------- | ---------- | ----------- | ---------------------- | ---------------- | --------------------------------- | ------------------ | ------------------------------------------- |
| Argentat-sur-Dordogne (commune-centre) | 19010      | Corrèze     | commune-centre         | 29,57            | 2 857 (2022)                      | 97                 | modifier les données · modifier les données |
| La Chapelle-Saint-Géraud               | 19045      | Corrèze     | commune de la couronne | 17,59            | 196 (2022)                        | 11                 | modifier les données · modifier les données |
| Gros-Chastang                          | 19089      | Corrèze     | commune de la couronne | 13,37            | 184 (2022)                        | 14                 | modifier les données · modifier les données |
| Hautefage                              | 19091      | Corrèze     | commune de la couronne | 24,06            | 316 (2022)                        | 13                 | modifier les données · modifier les données |
| Monceaux-sur-Dordogne                  | 19140      | Corrèze     | commune de la couronne | 36,93            | 630 (2022)                        | 17                 | modifier les données · modifier les données |
| Saint-Bonnet-les-Tours-de-Merle        | 19189      | Corrèze     | commune de la couronne | 5,94             | 40 (2022)                         | 6,7                | modifier les données · modifier les données |
| Saint-Chamant                          | 19192      | Corrèze     | commune de la couronne | 14,05            | 480 (2022)                        | 34                 | modifier les données · modifier les données |
| Saint-Hilaire-Taurieux                 | 19212      | Corrèze     | commune de la couronne | 8,61             | 95 (2022)                         | 11                 | modifier les données · modifier les données |
| Saint-Julien-le-Pèlerin                | 19215      | Corrèze     | commune de la couronne | 15,40            | 116 (2022)                        | 7,5                | modifier les données · modifier les données |
| Saint-Martial-Entraygues               | 19221      | Corrèze     | commune de la couronne | 7,39             | 105 (2022)                        | 14                 | modifier les données · modifier les données |
| Saint-Martin-la-Méanne                 | 19222      | Corrèze     | commune de la couronne | 27,70            | 345 (2022)                        | 12                 | modifier les données · modifier les données |
| Sexcles                                | 19259      | Corrèze     | commune de la couronne | 25,91            | 229 (2022)                        | 8,8                | modifier les données · modifier les données |